# Siegfried Borries

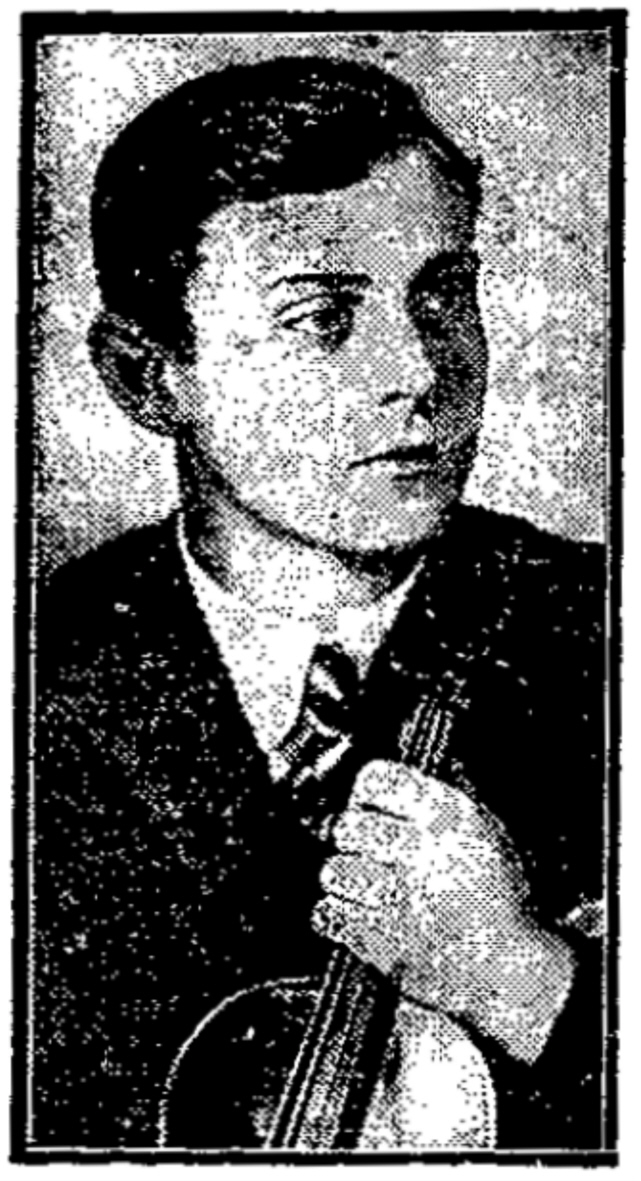
Siegfried Borries, 1933 ca.

Siegfried Borries (Münster, 10 marzo 1912 – Berlino, 12 agosto 1980) è stato un violinista e docente tedesco.

## Biografia
Siegfried Borries fu educato nella sua città natale. Dopo la formazione di base, dal 1929 studiò al Conservatorio di Colonia nella classe di Bram Eldering (1865-1943). Al primo Concorso Internazionale di canto e violino di Vienna nel 1932 ricevette il ‘Großen Internationalen Preis’ (Gran Premio Internazionale) e pochi mesi dopo, nell'ottobre 1932, il ‘Mendelssohn Prize Berlin’ della Staatliche Hochschule für Musik di Berlino. L’anno successivo Wilhelm Furtwängler lo nominò ‘spalla’ dei Berliner Philharmoniker (1933-40). Nel 1936 divenne insegnante al Conservatorio. Dal 1941 al 1945 Borries fu la ‘spalla’ della Staatskapelle Berlin (presso la Staatsoper Unter den Linden) sotto la direzione di Herbert von Karajan. Come musicista da camera suonò dal 1933 al 1945 nel trio ‘Borries-Breiden-Ahlgrimm’.
Dopo la fine della guerra, riprese anche l'attività di ‘spalla’ dei Berliner Philharmoniker (1945-1961). Sempre a Berlino, dal 1948 insegnò violino alla Musikhochschule e sviluppò negli anni successivi un'attiva parallela come solista e camerista. Nel 1957 sorsero dei contenziosi con il Senato di Berlino per questioni di onorari e Borries per protesta rifiutò, tra l’altro, di partecipare al concerto per il 75º anniversario dell’orchestra. In seguito gli fu concesso un congedo fino a quando, nel 1961, il suo contratto fu ufficialmente concluso.